# Кшивоноґа
Кшивоноґа (пол. Krzywonoga, нім. Krummfuß) — село в Польщі, у гміні Пасим Щиценського повіту Вармінсько-Мазурського воєводства.
Населення — 129 осіб (2011).

## Демографія
Демографічна структура станом на 31 березня 2011 року:
|          | Загалом | Допрацездатний вік | Працездатний вік | Постпрацездатний вік |
| -------- | ------- | ------------------ | ---------------- | -------------------- |
| Чоловіки | 62      | 16                 | 39               | 7                    |
| Жінки    | 67      | 19                 | 38               | 10                   |
| Разом    | 129     | 35                 | 77               | 17                   |